# Dawaj w długą
Dawaj w długą – singel polskiej piosenkarki Kayah. Singel został wydany 12 kwietnia 2019.
Kompozycja znalazła się na 68. miejscu listy AirPlay – Top, najczęściej odtwarzanych utworów w polskich rozgłośniach radiowych.

## Geneza utworu i historia wydania
Utwór napisali i skomponowali Katarzyna Rooijens i Jan Smoczyński, który również odpowiada za produkcję piosenki. Piosenka została wydana w 20. rocznicę wydania albumu studyjnego Kayah i Bregović (1999) i jest prezentem od piosenkarki dla wszystkich fanów bałkańskich rytmów:

A jak świętować, to z przytupem! Dlatego stworzyliśmy singel, który ma podrywać do tańca, wyzwalać pozytywne emocje, wspomnienia i mam nadzieję, że będzie Wam towarzyszył podczas wiosennych i letnich imprez.

Singel ukazał się w formacie digital download 12 kwietnia 2019 w Polsce za pośrednictwem wytwórni płytowej Kayax.

## „Dawaj w długą” w stacjach radiowych
Nagranie było notowane na 68. miejscu w zestawieniu AirPlay – Top, najczęściej odtwarzanych utworów w polskich rozgłośniach radiowych.

## Teledysk
Do utworu powstał teledysk w reżyserii Krzysztofa Szlęzaka, który udostępniono w dniu premiery singla za pośrednictwem serwisu YouTube. Klip zrealizowano w kwietniu podczas trasy Kayah & Bregović.

## Twórcy
Opracowano na podstawie materiału źródłowego.
- Kayah – wokal prowadzący, wokal wspierający, autorka tekstu
- Jan Smoczyński – produkcja muzyczna, kompozytor, instrumenty klawiszowe, perkusja, programowanie, wokal wspierający
- Vladimir Karparov – saksofony
- Iwona Zasuwa – wokal wspierający
- Zuzanna Malisz – wokal wspierający

## Lista utworów
- Digital download[3]

1. „Dawaj w długą” – 2:42

## Notowania

### Pozycje na listach airplay
| Kraj   | Lista (2019)      | Najwyższa pozycja |
| ------ | ----------------- | ----------------- |
| Polska | AirPlay – Top     | 68                |
| Polska | AirPlay – Nowości | 3                 |